# چارلز بی. فارول
چارلز بی. فارول (به انگلیسی: Charles B. Farwell) سناتور سابق ایالت ایلی نوی در مجلس سنای ایالات متحده آمریکا (۱۸۸۷–۱۸۹۷) و عضو حزب جمهوری‌خواه ایالات متحده آمریکا بود.